# قنطور
القنطور (/ˈsɛn.tɔːr, -tɑːr/؛ (بالإغريقية: κένταυρος) ، kéntauros، (باللاتينية: centaurus))، أو أحيانًا hippocentaur، مخلوق أسطوري إغريقي نصفه العلوي بشري والنصف السفلي لحصان. اعتقدت الأساطير الإغريقية بأن القناطير برية كالخيل الجامحة، وقيل إنها سكنت منطقة ماغنيسيا وماونت بيليون في ثيساليا، وغابة البلوط في مقاطعة إيليا، وشبه جزيرة مالين لاكونيا. كما ظهرت القناطير لاحقًا في الأساطير الرومانية، وكانت من الحيوانات المألوفة في أدب القرون الوسطى، ولا يزال القنطور عنصرًا أساسيًا في الأدب الخيالي الحديث.

## الأساطير

### خلق القنطور

صُنعت لوحة "معركة القناطير والوحوش البرية" لغرفة الطعام في فيلا هادريان ويقدر أنها صنعت بين 120-130 بعد الميلاد. توجد الفسيفساء الآن في متحف الولاية في برلين في ألمانيا.

قيل عادة أن القنطور ولد من إيكسيون ونيفيله. كما تقول القصة، كانت نيفيله عبارة عن سحابة خلقت على شاكلة هيرا في مؤامرة لخداع إيكسيون للكشف عن شهوته لهيرا إلى زيوس. أغوى إيكسيون نيفيله ومن تلك العلاقة تمت ولادة القنطور. ومع ذلك، فإن نسخة رواية أخرى تجعلهم أبناء قنطورس، الرجل الذي تزاوج مع الأفراس المغنيسية. كان القنطورهو نفسه ابن إيكسيون ونيفيله (إدخال جيل إضافي) أو أبولو والحورية ستيبله Stilbe. في النسخة الأخيرة من القصة، كان شقيق القنطور التوأم لابيسيس Lapithes ، جد اللابيسيين Lapiths.
وقيل إن قبيلة أخرى من القنطور عاشت في قبرص. وفقًا لنونوس، فقد ولدوا من قبل زيوس، الذي، في حالة إحباط بعد أن أفلت أفروديت منه، ألقى بذرته على تلك البقعة من الأرض. على عكس القنطور الموجود في البر الرئيسي لليونان، كان القنطور القبرصي مقرونًا.
كان هناك أيضًا رواية لاميان فيريس Lamian Pheres ، والتي تحكي أن اثني عشر شيطانًا ريفيًا (أرواح شيطانية) من نهر لاموس. تم تعيينهم من قبل زيوس لحراسة الرضيع ديونيسوس، وحمايته من مكائد هيرا، لكن الإلهة الغاضبة حولتهم إلى قنطور بقرون ثور. رافق لاميان فيريس لاحقًا ديونيسوس في حملته ضد الهنود.
تركيبة القنطور نصف البشرية ونصف الحصان جعلت العديد من الكتاب يعاملونهم ككائنات حيوانية عالقة بين طبيعتين يجسدانهما في أساطير متناقضة كلاهما تجسيد للطبيعة الجامحة، كما هو الحال في معركتهم مع أقربائهم اللابيسيين، والعكس بالعكس، مع المعلمين مثل المعلم القنطور تشيرون Chiron الذي علم أخيل.[بحاجة لمصدر]

### معركة القنطور
اشتهرت القناطير بقتالها مع اللابسيين الذين، وفقًا لأسطورة أصل واحدة، كانوا أبناء عمومة القنطور. إن المعركة، والتي تدعى معركة القنطور Centauromachy، كان سببها محاولة القنطور "لاختطاف هيبوداميا Hippodamia وباقي النساء اللابيسيين في يوم زواج هيبوداميا من بريسيوس Pirithous، الذي كان ملك لابيسيا Lapithae وابن إيكسيون. 
إن ثيسيوس Theseus، وهو بطل ومؤسس المدن، الذي صادف وجوده في تلك الأثناء، قام بتحقيق التوازن لصالح اللابيسيين من خلال مساعدة بريسيوس في المعركة. في النهاية تم طرد القنطور أو تدميره. تعرض بطل لابيس الآخر، سينيس Caeneus ، الذي كان محصنًا من الأسلحة، للضرب على الأرض من قبل القنطور الذي يحمل ويستخدم الصخور وأغصان الأشجار في ذلك. في مقالها «القنطور: تاريخه ومعناه في الثقافة الإنسانية»، تدعي إليزابيث لورانس أن التنافس بين القنطور واللابيث يمثل الصراع بين الحضارة والهمجية.
إن أشهر ما تم تصوير معركة القنطور Centauromachy فيه هو في حقل المنحوتة في البارثينون من فيدياس وتمثال القنطور المنحوت من قبل مايكل أنجلو في عصر النهضة.

## علم أصول الكلمات
يُنظر إلى الكلمة اليونانية كينتوروس kentauros عمومًا على أنها من أصل غامض. كان أصل الكلمة من ken + tauros ، `` الثور الثاقب '' ، اقتراح يوهيمرية في نص بلافيتس العقلاني حول الأساطير اليونانية، في حكايات لا تصدق (Περὶ ἀπίστων)، والتي تضمنت الرماة الخيول من قرية تسمى نيفليه Nephele للقضاء على قطيع من الثيران التي كانت آفة مملكة إيكسيون.  يمكن أن يكون أصل الكلمة الأخرى ذات الصلة «قاتل الثيران».

## أصل الأسطورة
تقول النظرية الأكثر شيوعًا أن فكرة القنطور جاءت من رد الفعل الأول لثقافة غير ركوب الخيل، كما هو الحال في عالم مينوان إيجة، على البدو الذين امتطوا الخيول. تقترح النظرية أن مثل هؤلاء الفرسان سيظهرون على أنهم نصف إنسان ونصف حيوان. ذكر برنال دياز ديل كاستيلو أن الأزتيك كان لديهم سوء الفهم هذا بشأن الفرسان الإسبان. وصف الكتاب اليونانيون قبيلة لابيس في ثيساليا، الذين كانوا أقارب القنطور في الأسطورة، بأنهم مخترعي ركوب الخيل. زعمت القبائل الثيسالية أيضًا أن سلالات خيولها تنحدر من القنطور.
روبرت جريفز (بالاعتماد على أعمال جورج دوميزيل،  الذي جادل لتتبع القنطور إلى غانهارفا الهندي)، تكهن بأن القنطور كان عبادة أرضية أخوية تذكر بشكل خافت، ما قبل الهيلينية وكان الحصان بمثابة الطوطم. تم دمج نظرية مماثلة في الثور من البحر The Bull from the Sea للكاتبة الإنكليزية ماري رينو .

## الاختلافات

### القنطورة الأنثى

القنطورة الأنثوية المرافقة لفينوس(فسيفساء من تونس الرومانية، القرن الثاني الميلادي)

على الرغم من أن القنطورات الإناث، واللاتي يدعين سينتوريدس centaurides أوسينتوريسيس centauresses، لم يرد ذكرها في الأدب والفن اليوناني في وقت مبكر، إلا أنهن تظهرن من حين لآخر في العصور القديمة في وقت لاحق. تعد الفسيفساء المقدونية من القرن الرابع قبل الميلاد واحدة من أقدم الأمثلة على القنطورة الأنثى في الفن. يذكر أوفيد أيضًا قنطورة أنثى تدعى هيلونومي Hylonome  انتحرت عندما قُتل زوجها سيلاروس في الحرب مع اللابيسيين.

### الهند
يُظهر ختم أسطوانة كاليبانغان، الذي يرجع تاريخه إلى حوالي 2600-1900 قبل الميلاد، الموجود في موقع حضارة وادي السند معركة بين الرجال في وجود مخلوقات تشبه القنطور. تزعم مصادر أخرى أن المخلوقات الممثلة هي في الواقع نصف بشري ونصف نمور، وتطورت لاحقًا إلى إلهة الحرب الهندوسية. هذه الأختام هي أيضًا دليل على العلاقات بين السند وبلاد الرافدين في الألفية الثالثة قبل الميلاد.
في أسطورة مشهورة مرتبطة بمعبد بازايا سريكانتيسوارام Pazhaya Sreekanteswaram في ثيروفانانثابورام، حولت لعنة قديس براهمين أمير يادافا الوسيم إلى مخلوق له جسم حصان ورأس الأمير وذراعيه وجذعه بدلاً من رأس وعنق الحصان.
إن كيناراس Kinnaras ، هو مخلوق أسطوري آخر نصف رجل ونصف حصان من الأساطير الهندية، ظهر في العديد من النصوص القديمة والفنون والمنحوتات من جميع أنحاء الهند. يظهر على شكل حصان بجذع رجل حيث سيكون رأس الحصان، ويشبه القنطور اليوناني.

### روسيا
ظهر مخلوق نصف إنسان ونصف خيل يشبه القنطور يُدعى بولكان في الفن الشعبي الروسي ومطبوعات لوبوك في القرنين السابع عشر والتاسع عشر. يعتمد بولكان Polkan في الأصل على بوليكانه Pulicane، وهو نصف كلب من قصيدة أندريا دا باربيرينو بعنوان ريالات فرنسا I Reali di Francia ، والتي كانت ذات يوم شائعة في العالم السلافي في الترجمات المبتذلة.

## قنطور فوريتي
إن قنطور فوريتي Furietti Centaurs (المعروف باسم القنطور القديم Old Centaur والقنطور الصغير Young Centaur ، أو القنطور الأقدم Older Centaur والقنطور الأصغر Younger Centaur ، عند التعامل معهما بشكل منفصل) هما زوجان من التماثيل الرخامية الهلنستية أو الرومانية ذات اللون الرمادي والأسود للقنطور بناءً على النماذج الهلنستية. أحدهما قنطور ناضج وملتح، له تعبير مؤلم، والآخر قنطور شاب مبتسم وذراعه مرفوعة. يفتقد الأموريني amorini الذي ركب ذات مرة ظهور هذه القنطور، وهي أمثلة بارزة لمجموعة من المنحوتات التي تختلف في الشكل.
كان القصد من المزاجات المتناقضة بشدة تذكير المشاهد الروماني بالروح المضطربة في الألم بالحب أو المرتفعة في الفرح، وهي موضوعات في شعر أفلاطون فيدروس والهيلينستية.

## القنطور في متحف كابيتولين
تم العثور على المنحوتات معًا في فيلا هادريان في تيفولي بواسطة المونسنيور جوزيبي أليساندرو فوريتي Furietti في ديسمبر 1736؛ كانت القطع الأثرية الرائعة في مجموعته من الآثار، التي رفض منحها للبابا بنديكتوس الرابع عشر - على حساب قبعة الكاردينال. تم تنصيب المونسنيور فوريتي في نهاية المطاف كاهنًا كاردينالًا، من قبل البابا كليمنت الثالث عشر في مجلس 24 سبتمبر 1759. بعد وفاة الكاردينال فوريتي، باع ورثته القنطور وفسيفساء فوريتي حمامات الشراب الأربعة مقابل 14000 سكودي، والتي ظلت في متحف كابيتولين منذ ذلك الحين.
يحمل كلا التمثالين توقيعات اريستياس Aristeas وبابيس من أفروديسياس، وهي مدينة في آسيا الصغرى - لا يمكننا أن نكون متأكدين من العلاقة الدقيقة للتوقيعات بالمنحوتات، سواء كمنشئي النموذج أو نحاتين لهذه الإصدارات. ليس من المؤكد أيضًا مكان إنتاج المنحوتات: سواء في أفروديسياس، أو ما إذا كان الفنانون، الذين لا يعرف شيئًا عنهم، قد أتوا من هناك إلى روما. للحكم على التاريخ الأسلوبي، ستعود هذه النسخ هادريان إلى أواخر القرن الأول أو أوائل القرن الثاني الميلادي. يُفترض عمومًا أن تكون نسخًا من البرونز من القرن الثاني قبل الميلاد  الأصول الهلنستية، على الرغم من أن الدراسة النقدية الحديثة، ولا سيما من قبل Brunilde Sismondo Ridgway ، تشير إلى أن العديد من أنواع المنحوتات التي يُعتقد عادةً أنها هيلينستية هي في الواقع اختراعات رومانية أو اختراعات.

## القنطور في متحف اللوفر

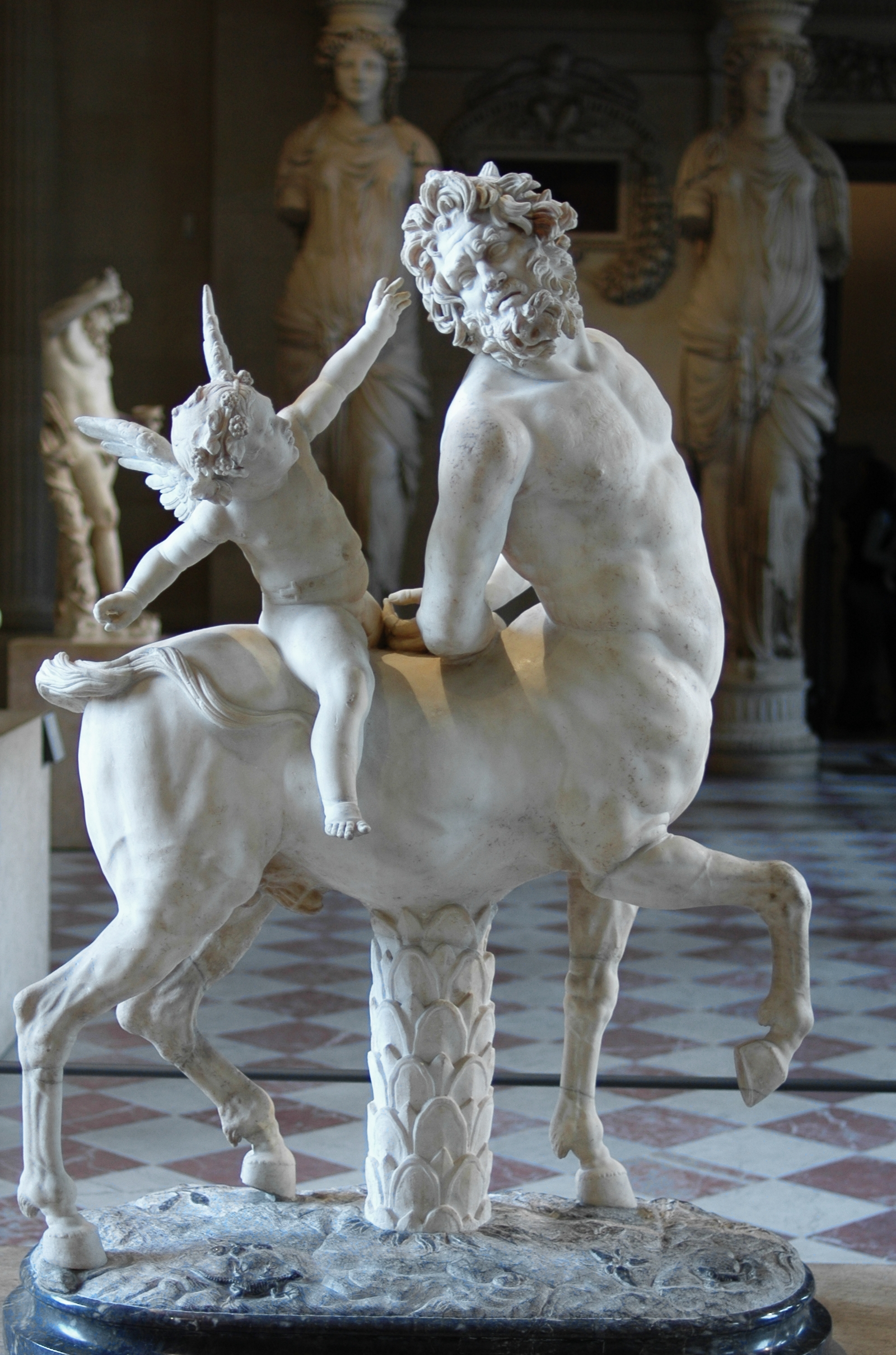
القنطور القديم (اللوفر)

تم التنقيب عن نسخة أخرى من نفس نوع القنطور القديم، هذه المرة من الرخام الأبيض، في روما في القرن السابع عشر (بعد أن فقدت زوج القنطور الصغير المحتمل). دخلت مجموعة بورغيزي، ولكن حصل عليها نابليون من كاميلو فيليبو لودوفيكو بورغيزي عام 1807 وهي الآن في متحف اللوفر. في هذا التمثال نجد إله الحب إيروس يركب على ظهر القنطور، حيث يقوم بمضايقته، والذي لم ينجو على مثال تمثال الكابيتولين، على الرغم من أن ذراع إيروس وقدميه والذراع الأيسر للقنطور في هذا المثال عبارة عن ترميمات، والقاعدة والدعم أسفل القنطور هي إضافات حديثة. تم سحب الذراع اليمنى الأصلية للقنطور إلى الخلف بشكل مشدود مما يدل على أنه مقيّد بإحكام خلف ظهره، و «يتجهم من الألم والحزن بينما يسحب أمورينو amorino رأس القنطور إلى الخلف بزاوية مفاجئة.» 

## تمثيلات فنية

### الفن الكلاسيكي

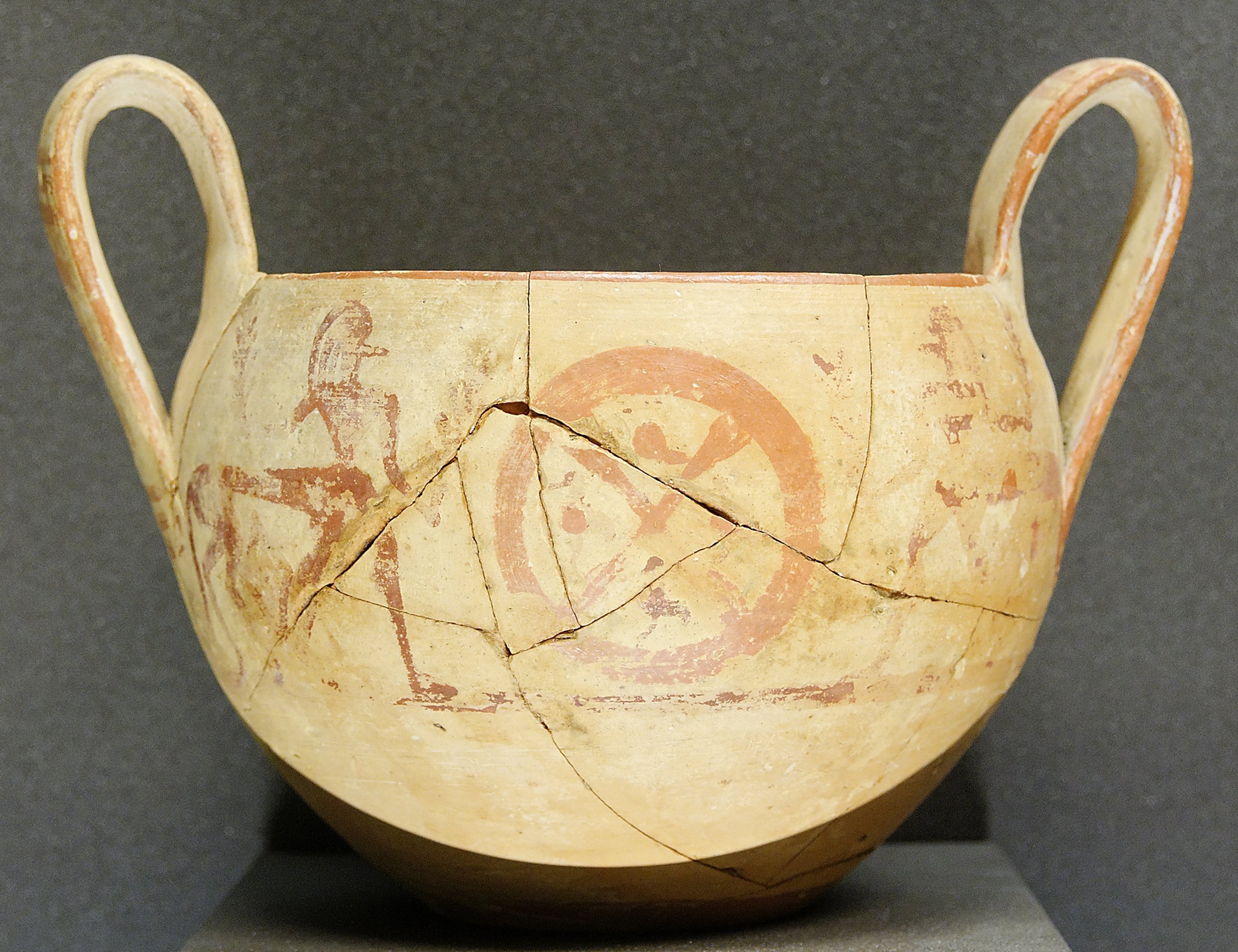
وعاء كانثاروس kantharos المصنوع من الفخار وذو أذنين لإمساكه الذي وجد في بويوتيا، ويعود إلى الفترة الهندسية المتأخرة

تضمن الفخار الميسيني الواسع الذي تم العثور عليه في أوغاريت شخصين مجزأين من الطين الميسيني تم تحديدهما مبدئيًا على أنهما القنطور. يشير هذا الاكتشاف إلى أصل العصر البرونزي لهذه المخلوقات الأسطورية. تم العثور على قنطور من الطين المصبوغ في «قبر البطل» في منطقة ليفكندي، وبحلول العصر الهندسي، كان شكل القنطور من بين الشخصيات التمثيلية الأولى المرسومة على الفخار اليوناني. تُنشر في كثير من الأحيان فترة هندسية برونزية لمحارب وجهًا لوجه مع قنطور في متحف متروبوليتان للفنون.
في الفن اليوناني في العصر القديم، تم تصوير القنطور في ثلاثة أشكال مختلفة. يصور البعض القنطور بجذع بشري متصل بجسم الحصان عند الكتفين، حيث يجب أن تكون رقبة الحصان؛ وأصبح هذا النموذج، الذي أطلق عليه البروفيسور بول باور «الفئة A»، معيارًا في وقت لاحق. يُصوَّر القنطور من «الفئة ب» بجسم بشري وأرجل متصلة عند الخصر إلى مؤخرة الحصان؛ في بعض الحالات، تظهر القنطور من كلا الصنفين A و B معًا. وهناك نوع ثالث يسمى «الفئة C» يُصوَّر القنطور فيه بأقدام بشرية تنتهي في حوافر. يصف بور هذا بأنه تطور واضح للفن الأيوليكي، والذي لم ينتشر بشكل خاص. في فترة لاحقة، تصور اللوحات على بعض الجرار (الأمفورات) القنطور المجنح.
كثيرا ما صور القنطور في الفن الروماني. أحد الأمثلة على ذلك هو زوج القنطور الذي رسم عربة قسطنطين الكبير وعائلته في نقش قسطنطين العظيم (حوالي 314–16 بعد الميلاد)، والذي يجسد الصور الوثنية بالكامل ويتناقض بشدة مع الصورة الشعبية لقسطنطين بصفته راعيًا لقسطنطين. المسيحية المبكرة.

### فن القرون الوسطى

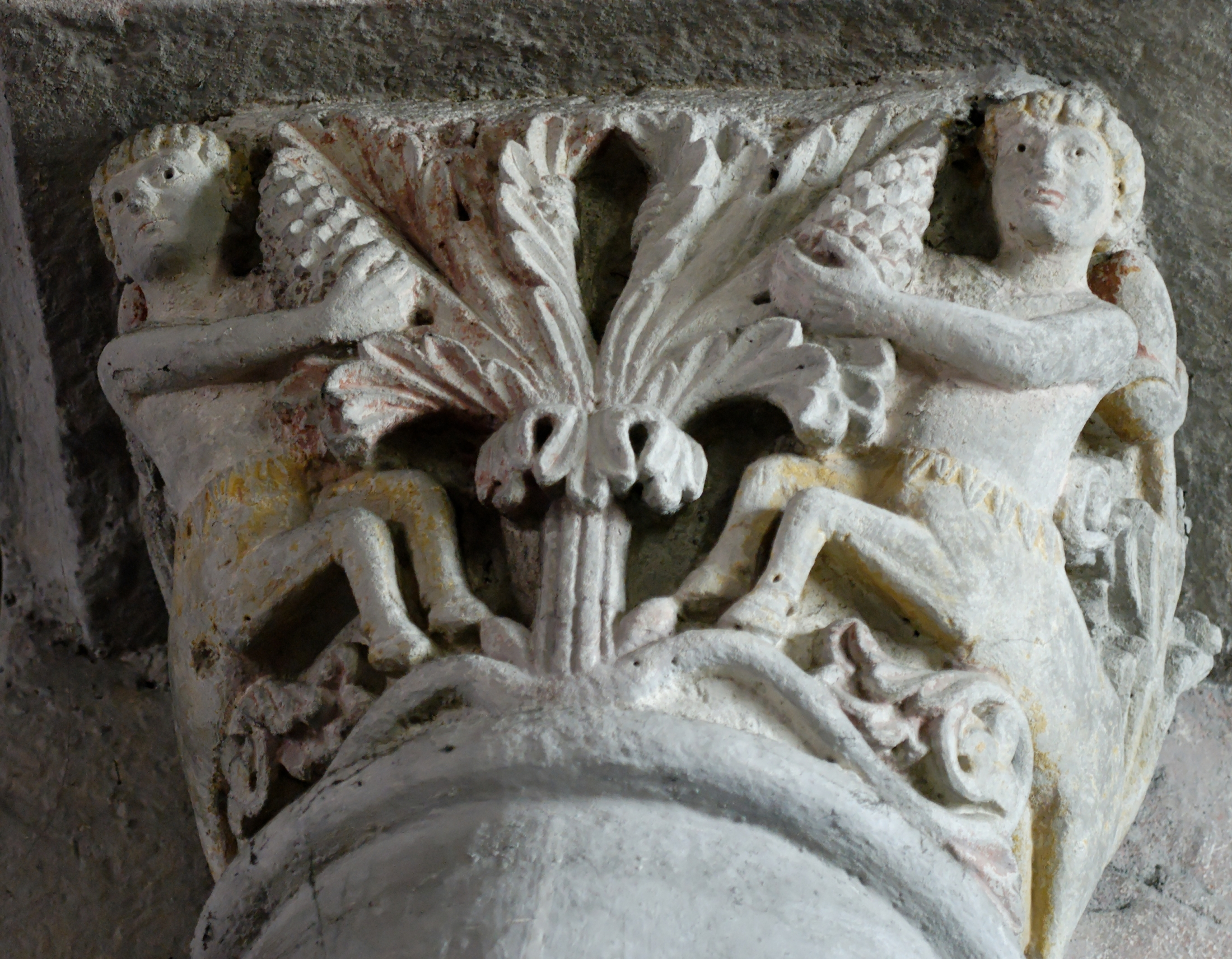
القنطور يحصد العنب في تاج عمود يعود إلى القرن الثاني عشر من دير موزاك في أوفيرني

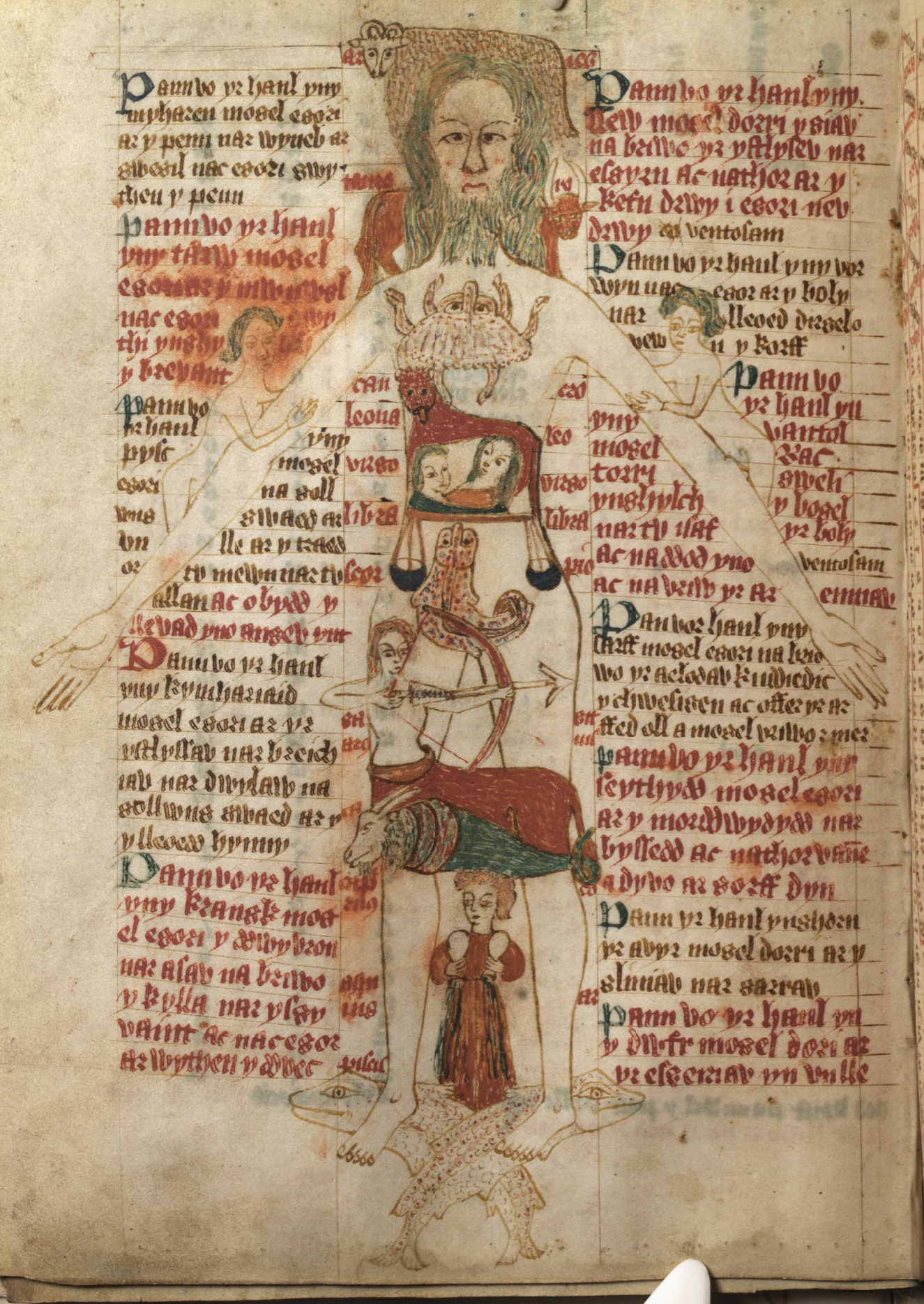
"رجل البروج The Zodiac Man" ، تعود إلى القرن الخامس عشر الميلادي. وهي رسم تخطيطي لجسم بشري ورموز فلكية مع تعليمات باللغة الويلزية توضح أهمية علم التنجيم من منظور طبي؛ نلاحظ أن القنطور مرسوم على البطن.

حافظ القنطور على اتصال ديونيسي في تيجان العواميد الرومانية المنحوتة في القرن الثاني عشر في دير موزاك في أوفيرني. تصور تيجان عواميد أخرى مماثلة الحاصدين، والأولاد يركبون الماعز (موضوع ديونيزياكي آخر)، وغريفين يحرس الكأس الذي يحمل النبيذ. تظهر القنطور أيضًا على عدد من أحجار بيكتيون المنحوتة من شمال شرق اسكتلندا التي أقيمت في القرنين الثامن والتاسع الميلادي (على سبيل المثال، في بيرث شاير Perthshire، في قرية مايغل Meigle). على الرغم من أنها خارج حدود الإمبراطورية الرومانية، يبدو أن هذه الصور مشتقة من نماذج أولية كلاسيكية.

### الفن الحديث
تستضيف مكتبة جون سي هودجز في جامعة تينيسي معرضًا دائمًا لـ «القنطور من فولوس Centaur from Volos» في مكتبتها. المعرض، الذي قدمه النحات بيل ويلرز من خلال الجمع بين دراسة هيكل عظمي بشري مع هيكل عظمي لمهر شتلاند، بعنوان «هل تؤمن بالقنطور؟». وفقًا للعارضين، كان الهدف منه تضليل الطلاب لجعلهم أصحاب وعي نقدي أكبر وأعمق.
يتم الآن عرض معرض آخر من قبل بيل ويلرز على المدى الطويل في المتحف الدولي للحياة البرية في توكسون، أريزونا. يتم عرض الهيكل العظمي الكامل لقنطور، والذي تم بناؤه من قبل شركة الجماجم دولية غير محدودة، إلى جانب العديد من المخلوقات الأسطورية الأخرى، بما في ذلك السايكلوب (مخلوق أسطوري عملاق ذو عين واحدة وهو ابن إله البحر بوسايدون) والحصان وحيد القرن Unicorn والغريفن Griffin (مخلوق أسطوري برأس وأجنحة نسر وجسم وأرجل أسد).

### في شعارات النبالة
القنطور شائع في شعارات النبالة الأوروبية، على الرغم من تكراره في الأسلحة القارية أكثر من الأسلحة البريطانية. يشار إلى القطور الحامل لقوس باسم قنطور القوس sagittarius. 

## الأدب

### الأدب الكلاسيكي

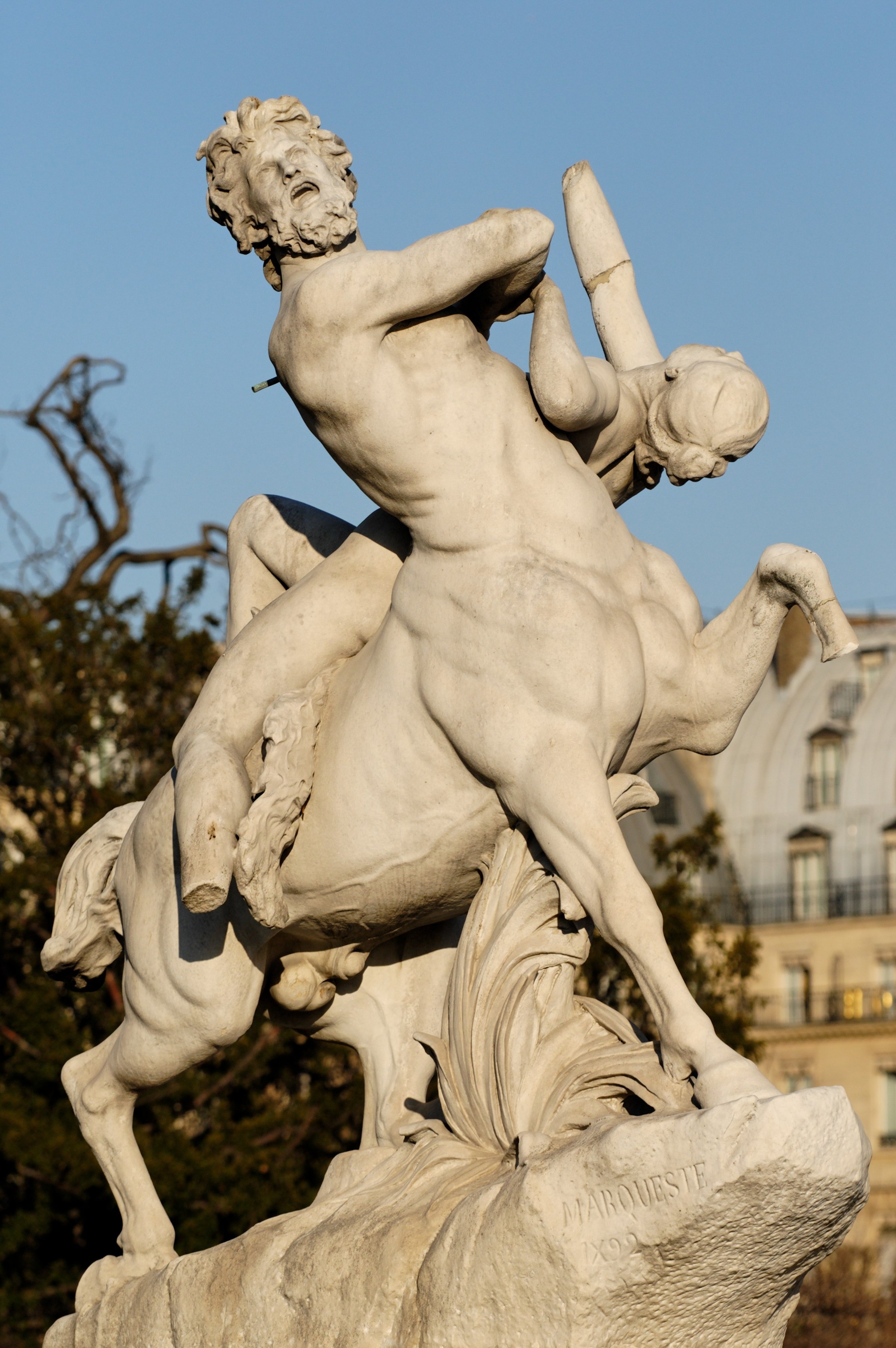
القنطور يحمل حورية (1892) بواسطة لوران ماركويست (حديقة التويلري ، باريس)

نُشرت نسخة جيروم عن حياة القديس أنطونيوس الكبير، التي كتبها أثناسيوس الإسكندري عن راهب مصر الناسك، على نطاق واسع في العصور الوسطى. إنه يتعلق بمواجهة أنتوني مع القنطور الذي تحدى القديس، لكنه أُجبر على الاعتراف بأن الآلهة القديمة قد أطيح بها. غالبًا ما كان الرسام ستيفانو دي جيوفاني، المعروف باسم «ساسيتا»، يصور الحلقة في لقاء القديس أنتوني أبوت وسانت بول الناسك. من بين الصورتين العرضيتين لسفر الناسك أنطونيوس لتحية الناسك بولس، أحدهما هو لقاءه مع شخصية شيطانية من القنطور على طول الطريق في الغابة.
نفى لوكريتيوس، في قصيدته الفلسفية في القرن الأول قبل الميلاد عن طبيعة الأشياء، وجود القنطور بناءً على معدل نموها المختلف. ويذكر أنه في سن الثالثة، تكون الخيول في بداية حياتها بينما لا يزال البشر في نفس العمر أكثر بقليل من الأطفال، مما يجعل الحيوانات الهجينة مستحيلة.

### أدب العصر الحديث
سلسلة سجلات نارنيا من سي إس لويس تصور القنطور على أنه أكثر المخلوقات حكمة ونبلا. إن قنطور نارنيان موهوب في مراقبة النجوم والتنبؤ والشفاء والحرب. وهو سلالة شرسة وشجاعة مخلصة دائمًا للملك السامي أصلان الأسد.
في سلسلة هاري بوتر لجيه كيه رولينج، يعيش القنطور في الغابة المحرمة بالقرب من هوجورتس، مفضلين تجنب الاتصال بالبشر. إنهم يعيشون في مجتمعات تسمى القطعان وهم ماهرون في الرماية والشفاء والتنجيم، ولكن كما هو الحال في الأساطير الأصلية، من المعروف أن لديهم بعض الميول البرية والهمجية.
باستثناء القنطور المعلم تشيرون الذي قام بتعليم أخيل، يُنظر إلى القنطور في بيرسي جاكسون والأولمبيون لريك ريوردان على أنهم رواد حفلات جامحون يستخدمون الكثير من اللغة العامية الأمريكية. يحتفظ القنطور المعلم تشيرون بدوره الأسطوري كمدرب للأبطال ولديه مهارة في الرماية. في سلسلة ريوردان اللاحقة، أبطال أوليمبوس ، تم تصوير مجموعة أخرى من القنطور بمزيد من السمات الحيوانية (مثل القرون) وتظهر كأشرار يخدمون العمالقة (مخلوقات أسطورية في الميثولوجيا الإغريقية).
تتضمن سلسلة عالم المستويات (World of Tiers) للمخرج فيليب خوسيه فارمر (1965) القنطور، المسماة أنصاف الأحصنة Half-Horses أو Hoi Kentauroi. تعالج إبداعاته العديد من مشاكل التمثيل الغذائي لمثل هذه المخلوقات - كيف يمكن للفم البشري والأنف أن يمتص كمية كافية من الهواء لدعم نفسه وجسم الحصان، وبالمثل، كيف يمكن للإنسان أن يأكل طعامًا كافيًا للحفاظ على كلا الجزأين.
تتميز سلسلة براندون مول Fablehaven بالقنطور الذي يعيش في منطقة تسمى غرونهولد Grunhold. يتم تصوير القنطور كمجموعة نخبوية فخورة من الكائنات التي تعتبر نفسها متفوقة على جميع المخلوقات الأخرى. يحتوي الكتاب الرابع أيضًا على اختلاف في الأنواع التي تسمى ألكتور Alcetaur، وهي جزء من الإنسان وجزء من الموظ moose.
ويبدو أن أسطورة القنطور في رواية جون أبدايك القنطور. يصور المؤلف بلدة ريفية في بنسلفانيا كما تُرى من خلال البصريات لأسطورة القنطور. مدرس مدرسة محلي غير معروف ومهمش، تمامًا كما فعل تشيرون الأسطوري مع بروميثيوس، فقد تخلى عن حياته من أجل مستقبل ابنه الذي اختار أن يكون فنانًا مستقلاً في نيويورك.

## صالة عرض

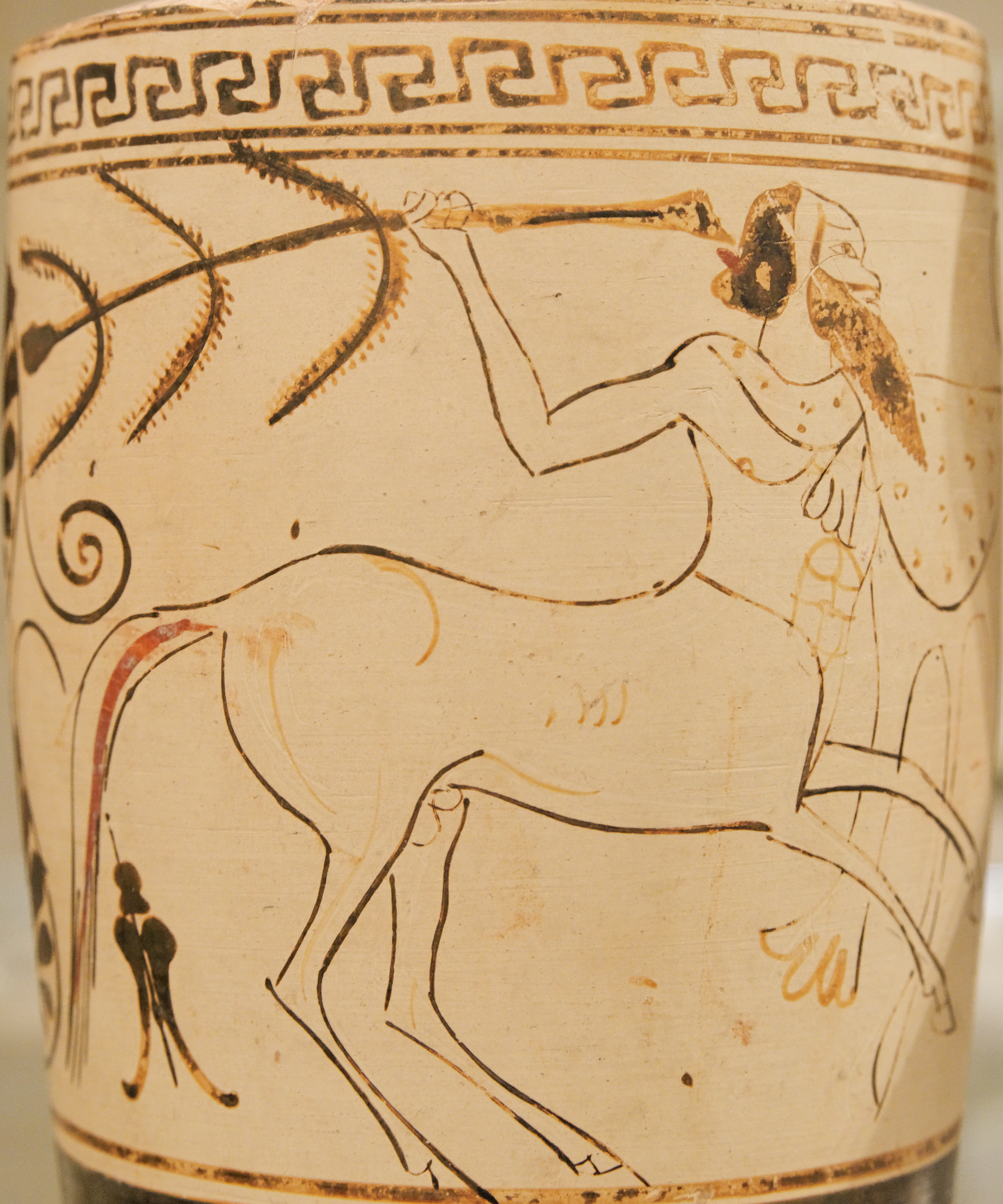
رسام ديوسفوس ، فخار ليكيثوس أبيض الأرضية مرسوم عليه قنطور (500 قبل الميلاد).
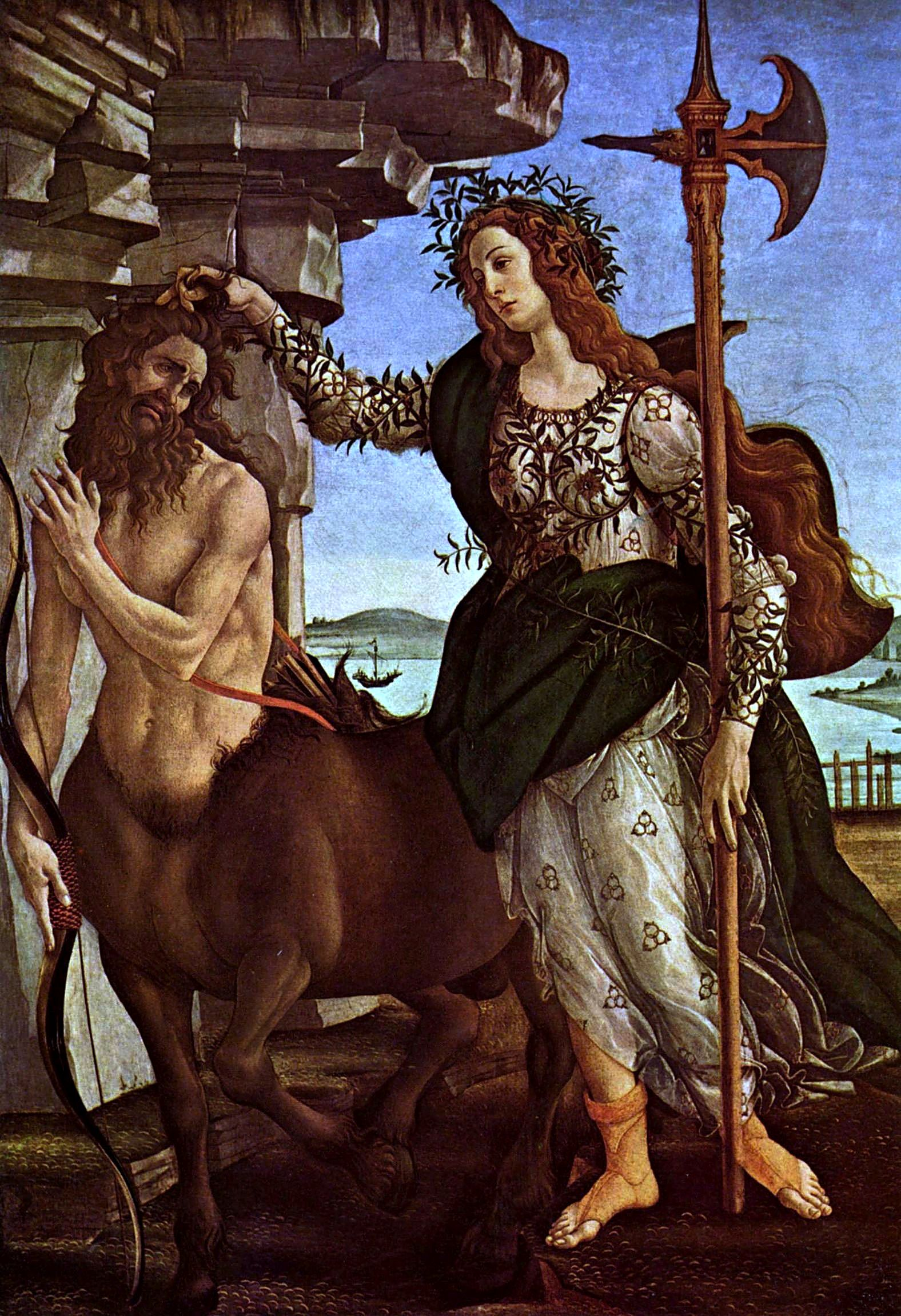
أثينا والقنطور (1482–83) من أعمال بوتيتشيلي.
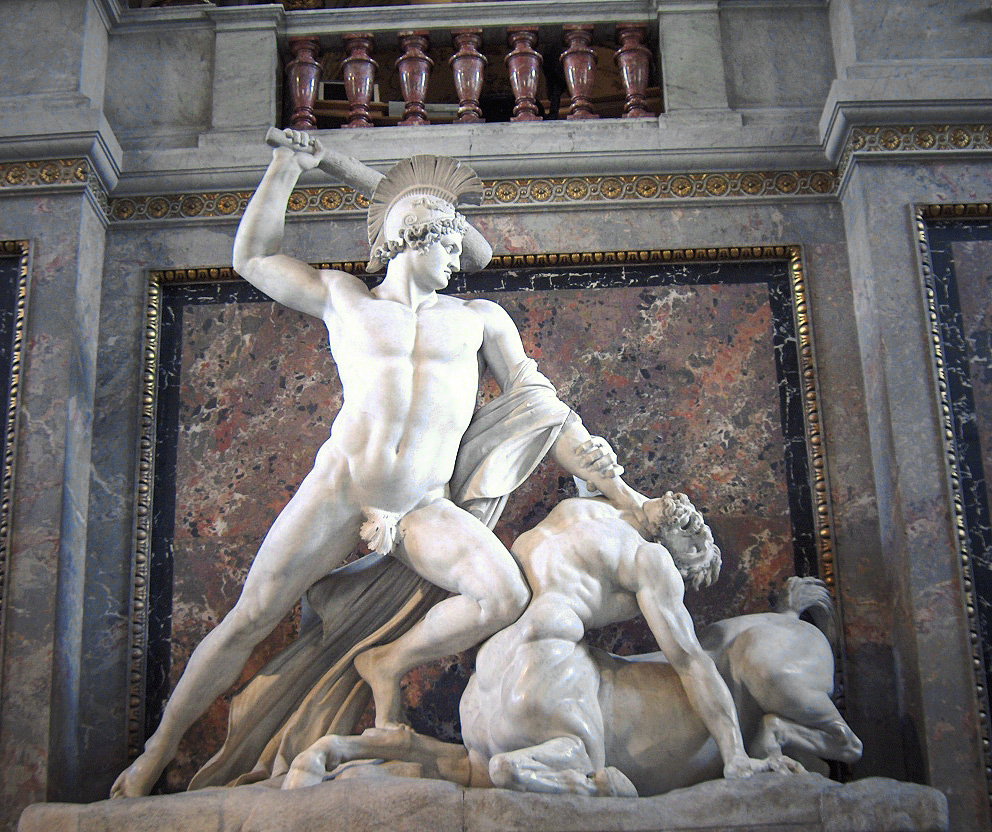
أنطونيو كانوفا ، ثيسيوس يهزم القنطور (1805-1819).
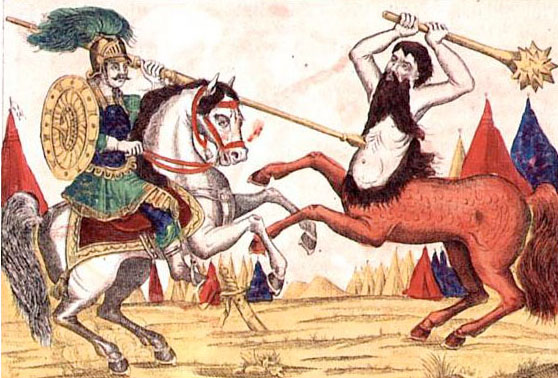
الأمير بوفا يحارب بولكان ، لوبوك الروسي (1860).
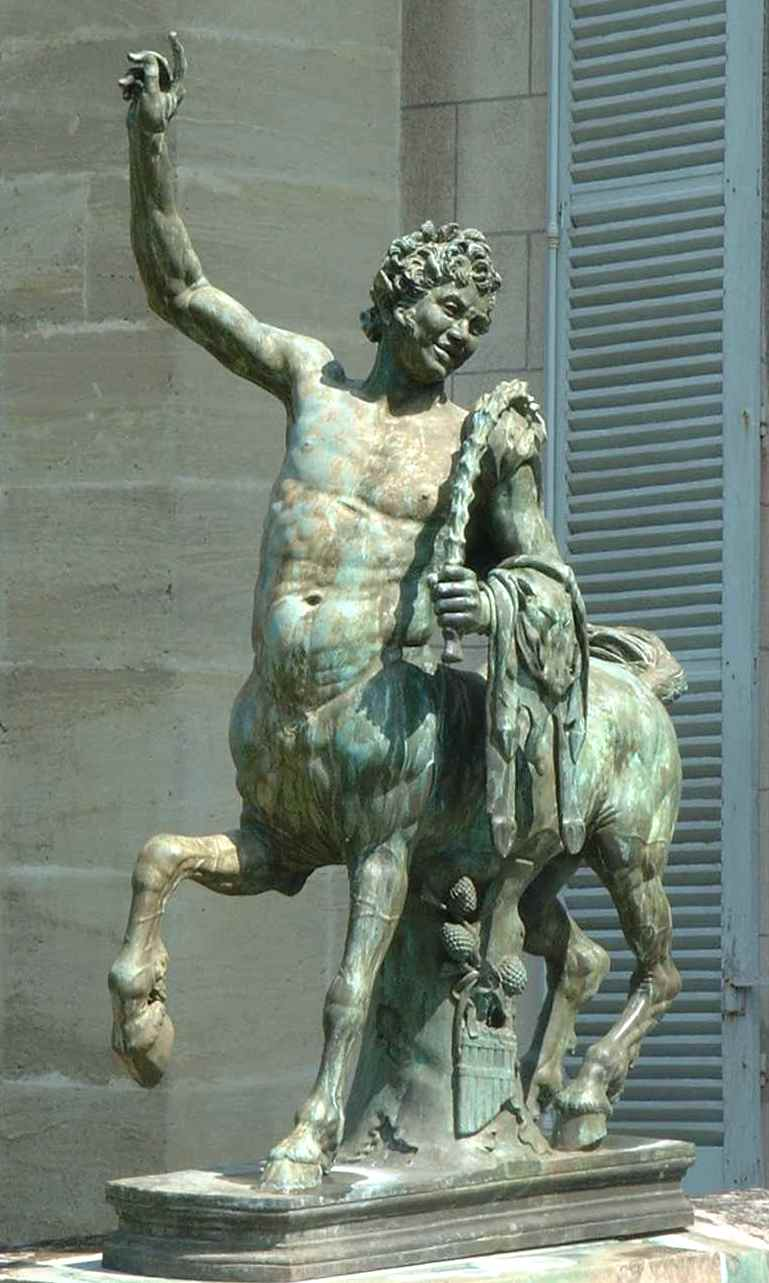
تمثال من البرونز للقنطور ، بعد قنطور فوريتي.

## انظر أيضًا

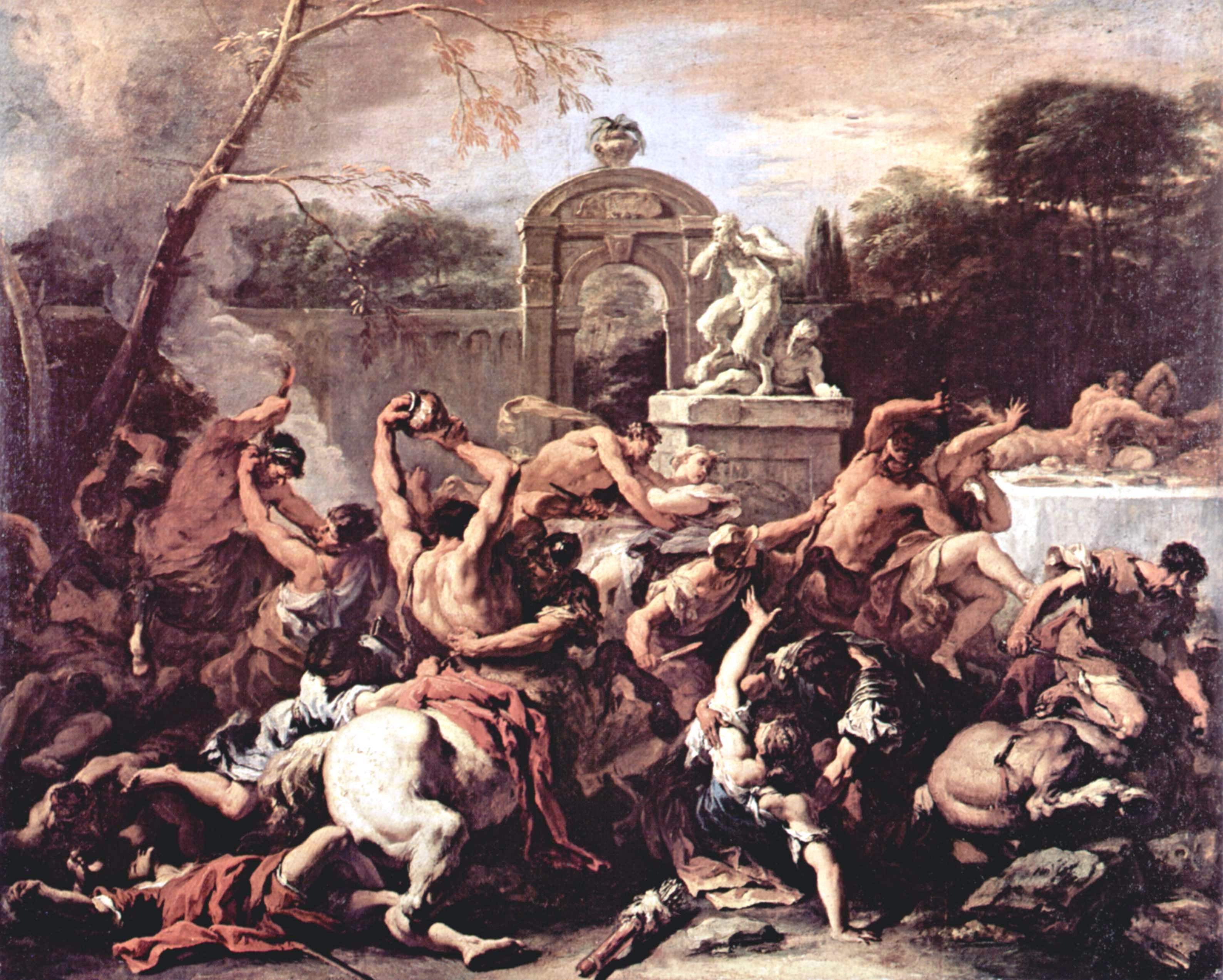
لوحة لسيباستيانو ريتشي ، القنطور في زواج بيريثوس ، ملك لابيثيا

## الحواشي
1. ↑  The name Hylonome is Greek, so Ovid may have drawn her story from an earlier Greek writer.

## روابط خارجية
- مشروع ثيوي Theoi على القنطور في الأدب
- القنطور على أنثى القنطور
- مقال من موقع الويب المتخصص في الأساطير MythWeb نسخة محفوظة 21 فبراير 2009 على موقع واي باك مشين. عن القنطور
- مقال معجم هاري بوتر عن القنطور في عالم هاري بوتر
- الفن المعاصر لسنتور إريك كيسينج